# Freya Mavor
Pour les articles homonymes, voir Mavor.
 (octobre 2022).
Freya Mavor est une actrice britannique,, née le 13 août 1993 à Glasgow (Écosse).
Elle est notamment connue pour son rôle de Mini McGuiness dans la série télévisée britannique Skins.

## Biographie
Freya Mavor est née à Glasgow dans une famille d'origine irlandaise et danoise. Elle a vécu en Turquie, en Grèce et à La Rochelle en France pendant quatre ans, à partir de ses 11 ans, avant de revenir vivre à Édimbourg avec ses parents et son frère Zander.
Ses parents, James et Judith, sont issus[pas clair] du monde du théâtre. Son père a écrit de nombreux scénarios et adaptations.
Son grand-père, Ronald Bingo Mavor, était critique de théâtre dans les années 1960 avant de devenir le directeur du Conseil écossais des arts (en). Son arrière-grand-père était également acteur et dramaturge.

## Carrière
Elle débute en 2011 dans la série anglaise Skins. Elle décrit son personnage comme « féroce » et « très différent d'elle ». Pour obtenir ce rôle, elle a passé une dizaine d'auditions avant d'être appelée en juin 2010.
Elle est également l'égérie d'une marque écossaise de prêt-à-porter, Pringle of Scotland. Elle rejoint ainsi Tilda Swinton pour la collection printemps/été 2011.
En 2018, elle tient le rôle principal dans Modern Life Is Rubbish, aux côtés notamment de Tom Riley et Will Merrick, son ancien partenaire dans la série Skins. La même année, elle joue avec Vincent Cassel dans le film français L'Empereur de Paris sur la vie du bagnard et policier français du XIXe siècle, Eugène-François Vidocq.
En 2019, elle tourne aux côtés de Gaspard Ulliel dans la mini-série Il était une seconde fois de Guillaume Nicloux, diffusée sur Arte.

## Filmographie

### Cinéma

#### Longs métrages
- 2013 : Not Another Happy Ending de John McKay (en) : Nicola Ball
- 2013 : Sunshine on Leith de Dexter Fletcher : Liz
- 2015 : La Dame dans l'auto avec des lunettes et un fusil (The Lady in the Car with Glasses and a Gun) de Joann Sfar : Dany
- 2016 : Cézanne et moi de Danièle Thompson : Jeanne
- 2016 : Ils sont partout d'Yvan Attal : Marie
- 2017 : À l'heure des souvenirs (The Sense of an Ending) de Ritesh Batra : Veronica Ford, jeune
- 2017 : Modern Life Is Rubbish de Daniel Jerome Gill : Natalie
- 2018 : L'Empereur de Paris de Jean-François Richet : Annette
- 2018 : Dead in a Week de Tom Edmunds : Ellie
- 2019 : The Keeper (Trautmann) de Marcus H. Rosenmüller : Margaret
- 2019 : Balance, Not Symmetry de Jamie Adams : Dolly
- 2020 : Gore de Michael Hoffman : Mari
- 2021 : À propos de Joan de Laurent Larivière : Joan Verra, années 1970-1980
- 2025 : Dalloway de Yann Gozlan

### Télévision

#### Séries télévisées
- 2011 - 2012 : Skins : Minnie McGuinness
- 2013 : The White Queen : Élisabeth d'York
- 2013 : Casting(s) : Elle-même
- 2014 : New Worlds (en) : Beth Fanshawe
- 2018 : ABC contre Poirot (The ABC Murders) : Thora Grey
- 2019 : Il était une seconde fois : Louise Arron
- 2020 : Industry : Daria
- 2020 : Ataraxia : La femme
- 2025 : Marie-Antoinette : l'affaire du collier : Jeanne de Valois

#### Téléfilms
- 2015 : Virtuoso d'Alan Ball : Marie